# Горњи Орах
Горњи Орах је насеље у Србији у општини Власотинце у Јабланичком округу. Према попису из 2022. било је 142 становника.

## Прошлост
Месна основна школа је 1931. године добила назив "Свети Сава".

## Демографија
У насељу Горњи Орах живи 279 пунолетних становника, а просечна старост становништва износи 45,9 година (43,3 код мушкараца и 49,1 код жена). У насељу има 108 домаћинстава, а просечан број чланова по домаћинству је 3,06.
Ово насеље је великим делом насељено Србима (према попису из 2002. године), а у последња три пописа, примећен је пад у броју становника.
|  |

| Демографија | Демографија | Демографија |
| Година      | Становника  | Становника  |
| ----------- | ----------- | ----------- |
| 1948.       | 684         |             |
| 1953.       | 747         |             |
| 1961.       | 797         |             |
| 1971.       | 720         |             |
| 1981.       | 600         |             |
| 1991.       | 436         | 436         |
| 2002.       | 330         | 330         |
| 2011.       | 242         |             |
| 2022.       | 142         |             |

| Етнички састав према попису из 2002.‍ | Етнички састав према попису из 2002.‍ | Етнички састав према попису из 2002.‍ | Етнички састав према попису из 2002.‍ | Етнички састав према попису из 2002.‍ |
| ------------------------------------ | ------------------------------------ | ------------------------------------ | ------------------------------------ | ------------------------------------ |
|                                      |                                      |                                      |                                      |                                      |
| Срби                                 | Срби                                 |                                      | 329                                  | 99,69%                               |
| Хрвати                               | Хрвати                               |                                      | 1                                    | 0,30%                                |

| Година пописа     | 1948. | 1953. | 1961. | 1971. | 1981. | 1991. | 2002. |
| ----------------- | ----- | ----- | ----- | ----- | ----- | ----- | ----- |
| Број домаћинстава | 108   | 118   | 149   | 161   | 143   | 128   | 108   |

| Број чланова      | 1  | 2  | 3  | 4  | 5 | 6 | 7 | 8 | 9 | 10 и више | Просек |
| ----------------- | -- | -- | -- | -- | - | - | - | - | - | --------- | ------ |
| Број домаћинстава | 16 | 40 | 18 | 11 | 9 | 9 | 4 | 0 | 1 | 0         | 3,06   |

| Пол    | Укупно | Неожењен/Неудата | Ожењен/Удата | Удовац/Удовица | Разведен/Разведена | Непознато |
| ------ | ------ | ---------------- | ------------ | -------------- | ------------------ | --------- |
| Мушки  | 152    | 36               | 97           | 16             | 3                  | 0         |
| Женски | 133    | 5                | 100          | 24             | 4                  | 0         |
| УКУПНО | 285    | 41               | 197          | 40             | 7                  | 0         |

| Пол    | Укупно                    | Пољопривреда, лов и шумарство | Рибарство                            | Вађење руде и камена | Прерађивачка индустрија       |
| ------ | ------------------------- | ----------------------------- | ------------------------------------ | -------------------- | ----------------------------- |
| Мушки  | 80                        | 12                            | 0                                    | 0                    | 0                             |
| Женски | 32                        | 29                            | 0                                    | 0                    | 0                             |
| УКУПНО | 112                       | 41                            | 0                                    | 0                    | 0                             |
| Пол    | Производња и снабдевање   | Грађевинарство                | Трговина                             | Хотели и ресторани   | Саобраћај, складиштење и везе |
| Мушки  | 0                         | 66                            | 0                                    | 0                    | 0                             |
| Женски | 0                         | 1                             | 0                                    | 0                    | 0                             |
| УКУПНО | 0                         | 67                            | 0                                    | 0                    | 0                             |
| Пол    | Финансијско посредовање   | Некретнине                    | Државна управа и одбрана             | Образовање           | Здравствени и социјални рад   |
| Мушки  | 0                         | 0                             | 0                                    | 2                    | 0                             |
| Женски | 0                         | 0                             | 0                                    | 1                    | 1                             |
| УКУПНО | 0                         | 0                             | 0                                    | 3                    | 1                             |
| Пол    | Остале услужне активности | Приватна домаћинства          | Екстериторијалне организације и тела | Непознато            | Непознато                     |
| Мушки  | 0                         | 0                             | 0                                    | 0                    | 0                             |
| Женски | 0                         | 0                             | 0                                    | 0                    | 0                             |
| УКУПНО | 0                         | 0                             | 0                                    | 0                    | 0                             |